# Makers of Tomorrow
Makers of Tomorrow ist eine Initiative des Bundeskanzleramts. Unterstützt wird das Projekt durch den Digitalrat (Ijad Madisch, Stephanie Kaiser und Ada Pellert) der Bundesregierung, die Hochschulrektorenkonferenz sowie den Bundesverband Deutsche Startups e. V. Umgesetzt wird das Projekt in Zusammenarbeit mit Germantech und der Leuphana Universität Lüneburg. Die Makers of Tomorrow interuniversitäre Ringvorlesung findet darüber hinaus mit Unterstützung von CampusFounders statt.
„Makers of Tomorrow“ startete am 1. November 2021 und läuft zunächst bis zum 28. Februar 2022. Der Online-Kurs selbst ist asynchron aufgebaut. Das heißt, alle teilnehmenden Studierenden können flexibel entscheiden, wann sie die zehn Module in diesem Zeitraum bearbeiten möchten.
Vorgestellt wurde das Format am 1. Juli 2021 von Angela Merkel. Moderiert wurde das Format von Ole Tillmann in einer 90-minütigen Pressekonferenz.
Die Auftaktveranstaltung fand am 11. November 2021 statt und begann mit einem Grußwort der Bundeskanzlerin Angela Merkel welche Studierende in Deutschland dazu ermutigen möchte, ihre Ideen „in die Tat umzusetzen“ und durch den Kurs von namhaften Unternehmern und ihren anfänglichen Fehlern zu lernen.
Einige journalistische Publikationen berichteten bereits im Vorfeld von dieser Initiative – u. a. die WirtschaftsWoche „Wie die Kanzlerin Start-ups boostern will“ und geht dabei auch genauer darauf ein, was Studierende in Deutschland von dieser MasterClass lernen können.
Die Idee zu dem Projekt gründet auf einer Empfehlung des Digitalrats vom November 2020.

## Merkmale
Die Masterclass ist ein Format für Studierende aus allen Fächern in Deutschland und wird kostenlos angeboten. Das Angebot richtet sich ausdrücklich an Studenten auch jenseits der Wirtschaftswissenschaften und Informatik und eignet sich insbesondere für Geisteswissenschaften, Naturwissenschaften und alle weiteren Studiengänge.
Das Format wird als Ringvorlesung im Wintersemester 2021/22 auch als hybrides Format an den Hochschulen durchgeführt. Die Ringvorlesung ist hochschulübergreifend konzipiert und macht an verschiedenen Hochschulstandorten in Deutschland Halt. Inhaltlich behandelt jede Ringvorlesung ein zentrales Thema aus dem Online-Kurs. Die Hochschulen teilen wissenschaftliche Erkenntnisse. Gründer, oft Alumni der Hochschulen, ergänzen durch ihre praktischen Erfahrungen. Die Ringvorlesung ist per Livestream frei zugänglich und Studierende aller teilnehmenden Hochschulen können am Ende mit Fragen zugeschaltet werden.
Die Auftaktveranstaltung fand am 11. November an der Leuphana Universität Lüneburg gemeinsam mit Vertretern des Digitalrat (Ijad Madisch und Stephanie Kaiser) der Bundesregierung statt. Am ersten Tag hatten sich bereits 1200 Studenten zur Kursteilnahme angemeldet.

## Dozenten
Als Dozenten des Kurses treten unter anderem auf: Lea-Sophie Cramer (Amorelie-Gründerin und Aufsichtsrätin), Bastian Nominacher (Gründer Celonis), Alexander Ljung und Eric-Quidenus-Wahlforss (Gründer von SoundCloud und Dance), Eva-Maria Meijnen (Gründerin PlusDental), Johannes Reck (Gründer GetYourGuide).

## Partnerhochschulen
Über Partnerhochschulen wird der Online-Kurs kostenlos zur Verfügung gestellt. Stand 10. November 2021 beteiligen sich 91 Hochschulen. Die Resonanz in den deutschen Hochschulen fällt damit deutlich positiver aus als ursprünglich erwartet, die Initiatoren hatten nur mit 7 bis 10 Hochschulen gerechnet. Bei den teilnehmenden Hochschulen handelt es sich u. a. um die HHL, die HAW Hamburg, die Universität Mannheim, das Karlsruher Institut für Technologie, sowie die Technischen Universitäten Kaiserslautern und Darmstadt.